# Koh Wai
Koh Wai (in cambogiano: កោះពូលូវៃ) è un arcipelago di due isole disabitate nel golfo del Siam. Entrambe le isole misurano circa 5 km per 1,5 km e sono separate da un canale largo circa 1,4 km.
Le isole appartengono alla Cambogia e ricadono amministrativamente nella provincia di Kampot. In passato sono state oggetto di rivendicazioni territoriali da parte di Thailandia e Vietnam.
Nel maggio 1975 nello spazio di mare tra le due isole e l'isola di Koh Tang ha avuto luogo la crisi della Mayagüez. Un mese dopo l'esercito vietnamita è sbarcato sulle isole e, dopo una battaglia con i khmer rossi, ne ha preso il controllo. Le isole sono poi state restituite alla Camboglia nell'agosto dello stesso anno.